# Nellie B. Eales
Nellie Barbara Eales (1889-1989), coneguda com a Nellie B., va ser una zoologa britànica. Va ser professora titular de la Universitat de Reading i va publicar treballs de recerca sobre diversos temes zoològics.
El 1910 va ser una de les primeres dones del Regne Unit a graduar-se amb un títol en zoologia, així com la primera dona que es va obtenir el 1921 un doctorat en filosofia per la Universitat de Londres i el 1926 un doctorat en Ciències.
Va treballar a la Marine Biological Association (associació de biologia marina) i el 1912 va ser nomenada comissària del departament de Zoologia de la Universitat de Reading. L'absència de molts homes mobilitzats per la Primera Guerra Mundial, aleshores per mera necessitat va obrir les possibilitats de les dones. Va ser l'inici d'una trajectòria que va culminar amb la posició de professora titular. Es va jubiliar el 1954. A més de les seves publicacions zoològiques, va actuar perquè la universitat adquirís la biblioteca de més de vuit mil volums del catedràtic i zoòleg Francis Cole (1872-1959), de qui va ser «estudiant, col·lega i amiga» i ella mateixa va redactar-ne el catàleg.
De 1948 a 1951 va ser presidenta de la Malacological Society de Londres i redactor en cap de llur revista Proceedings (l'actual Journal of Molluscan Studies). Centenària, va morir el 7 de desembre de 1989.